# Dynamine zenobia
Dynamine zenobia är en fjärilsart som beskrevs av Bates 1865. Dynamine zenobia ingår i släktet Dynamine och familjen praktfjärilar. Inga underarter finns listade i Catalogue of Life.